# Вемблі
Вемблі (англ. Wembley) — район у Лондоні, розташований у північно-західній його частині. Входить до складу Великого Лондона. Тут знаходяться знамениті стадіон та спортивна арена, які й отримали назву завдяки району.